# ادیرنا کاپی

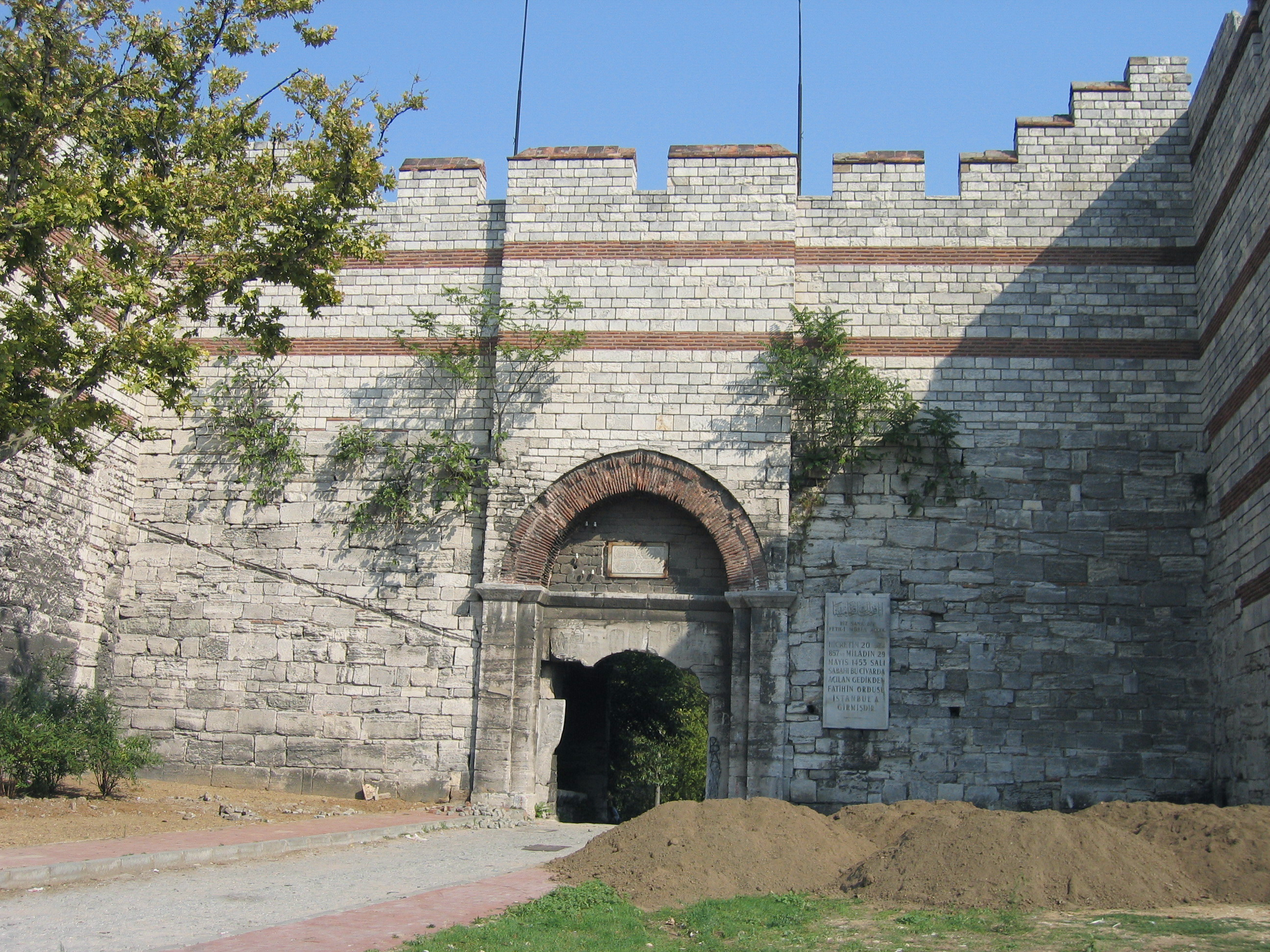
ادیرنا کاپی

ادیرنا کاپی (ترکی استانبولی: Edirnekapı) یک محله در استانبول و در ناحیه فاتح است.